# Katiannoidea
Katiannoidea is een superfamilie van springstaarten en telt 350 beschreven soorten.

## Taxonomie
- Familie Katiannidae - Börner, 1913
- Familie Spinothecidae - Delamare Deboutteville, 1961
- Familie Arrhopalitidae - Stach, 1956
- Familie Collophoridae - Bretfeld G, 1999